# Lastterrängbil 957
Lastterrängbil 957 (Ltgb 957) eller Scania LA82-61 även kallad Myrsloken är en lastterrängbil tillverkad av Scania-Vabis åren 1960–1962. 

## Historik
Lastterrängbil 957 tillverkades i 440 exemplar och levererades till svenska armén åren 1960–1962. Inom armén kom den inledningsvis att tjänstgöra vid artilleriet som dragfordon till 15,5 cm haubits F. Efter att den successivt blev ersatt inom artilleriet, renoverades och midofierades drygt 300 fordon åren 1983–1987, vilka sedan tillfördes till ingenjörtrupperna som Broterrängbil 9572. Inom ingenjörtrupperna tjänstgjorde den som kranbil och tung bärgningsbil.
Lastterrängbil 957 var utrustad med 6-cylindrig sugdiesel. Lastterrängbil 957F med Scania DS10R02, en rak 6-cylindrig överladdad dieselmotor. Fordonet hade en tjänstevikten på över 11 ton och kunde i terräng lasta drygt 5 ton på flaket, samtidigt som den kunde dra en artilleripjäs på drygt 10 ton.

## Versioner
- Ltgbil 957 – Lastterrängbil 957 utrustad med 6-cylindrig sugdiesel.
- Ltgbil 957F – Lastterrängbil 957 utrustad med en rak 6-cylindrig överladdad dieselmotor.
- BroTgb 9572 – Broterrängbil 9572, en ramförlängd och treaxlig lastterrängbil 957F och försedd med lastväxlare.
- Brotgb 9572A MT – Broterrängbil 9572A MT, en ombyggd Ltgbil 957F.
- Bgtgbil 970 – Bärgningsbil 970 (Bgtgbil 970 15T MT) en ombyggd Ltgbil 957F
- Tgb M 202 – Kranbil 202 en ombyggd Ltgbil 957F

## Galleri

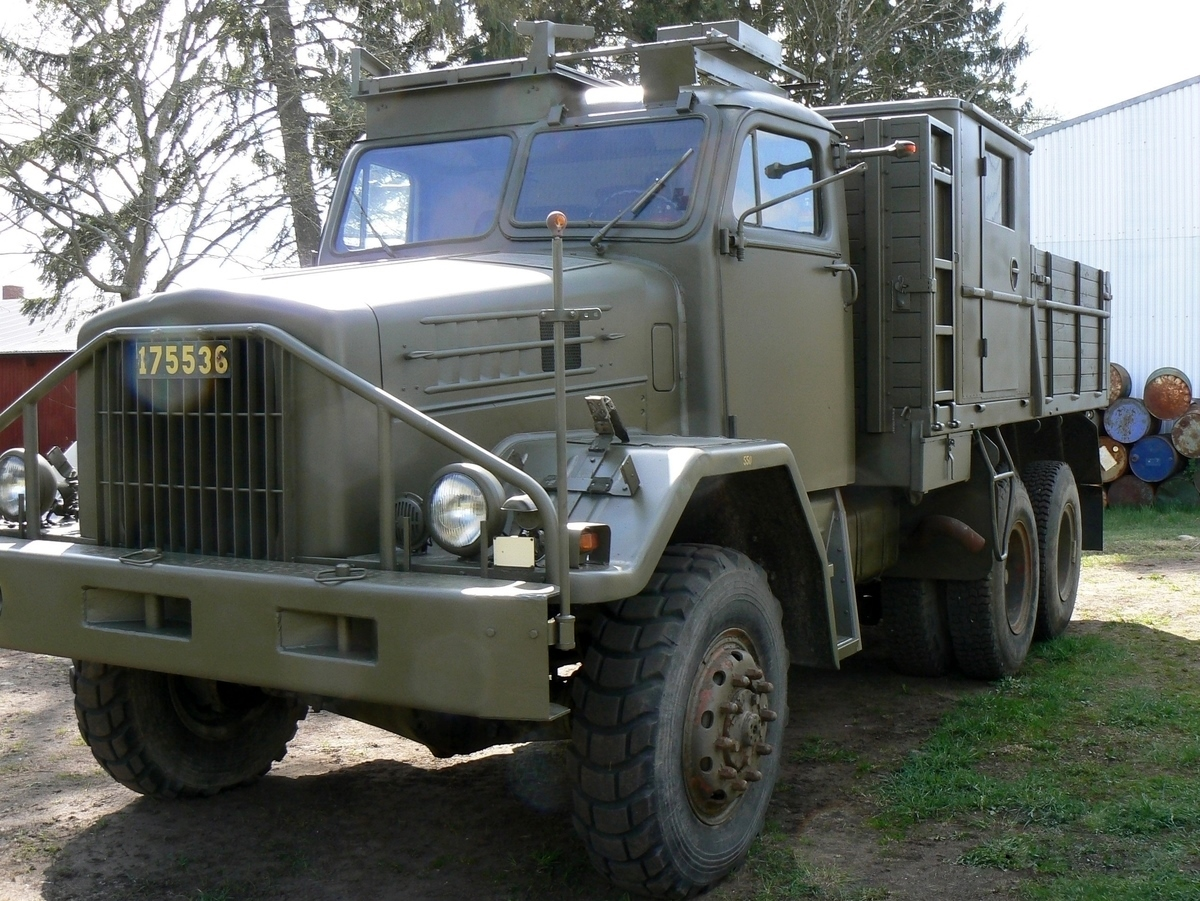
Lastterrängbil 957F
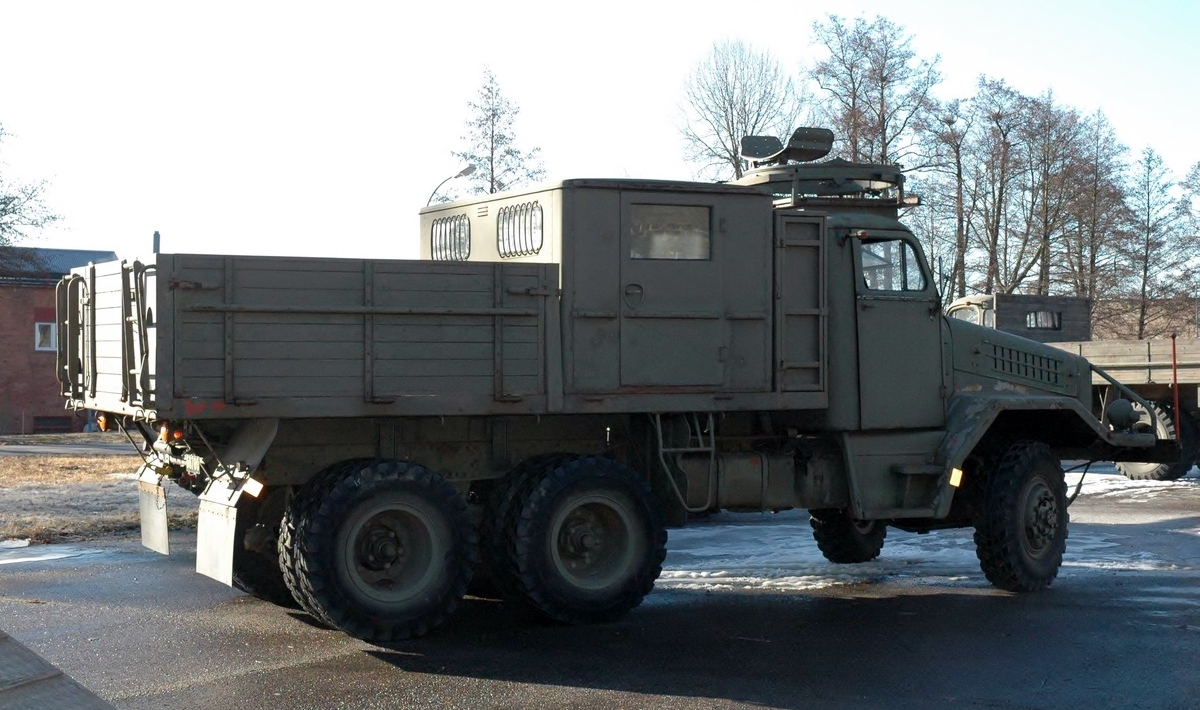
Prototyp till Lastterrängbil 957 F, utrustad med en rak 8-cylindrig sugdiesel.
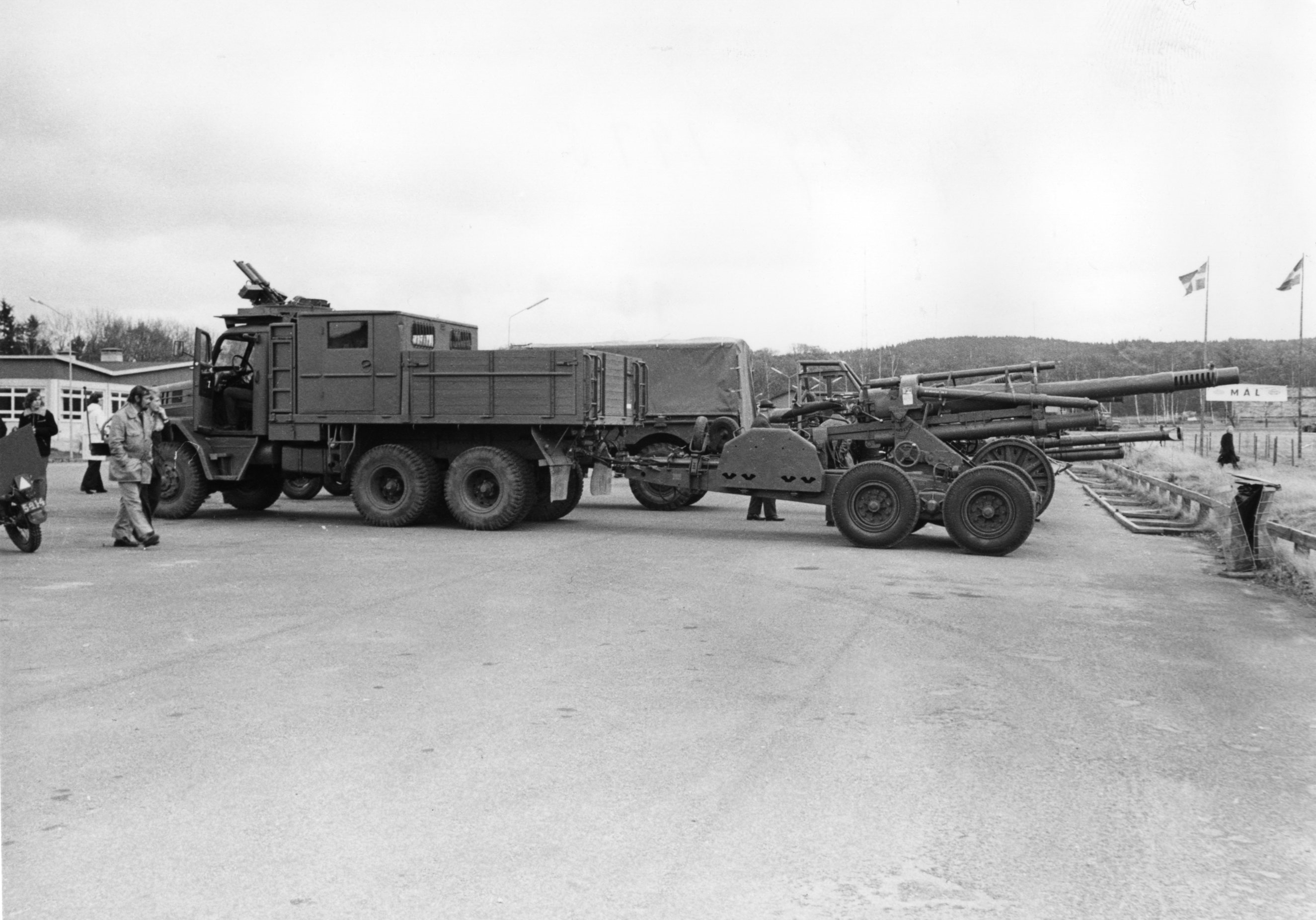
Lastterrängbil 957 med 15,5 cm Haubits F
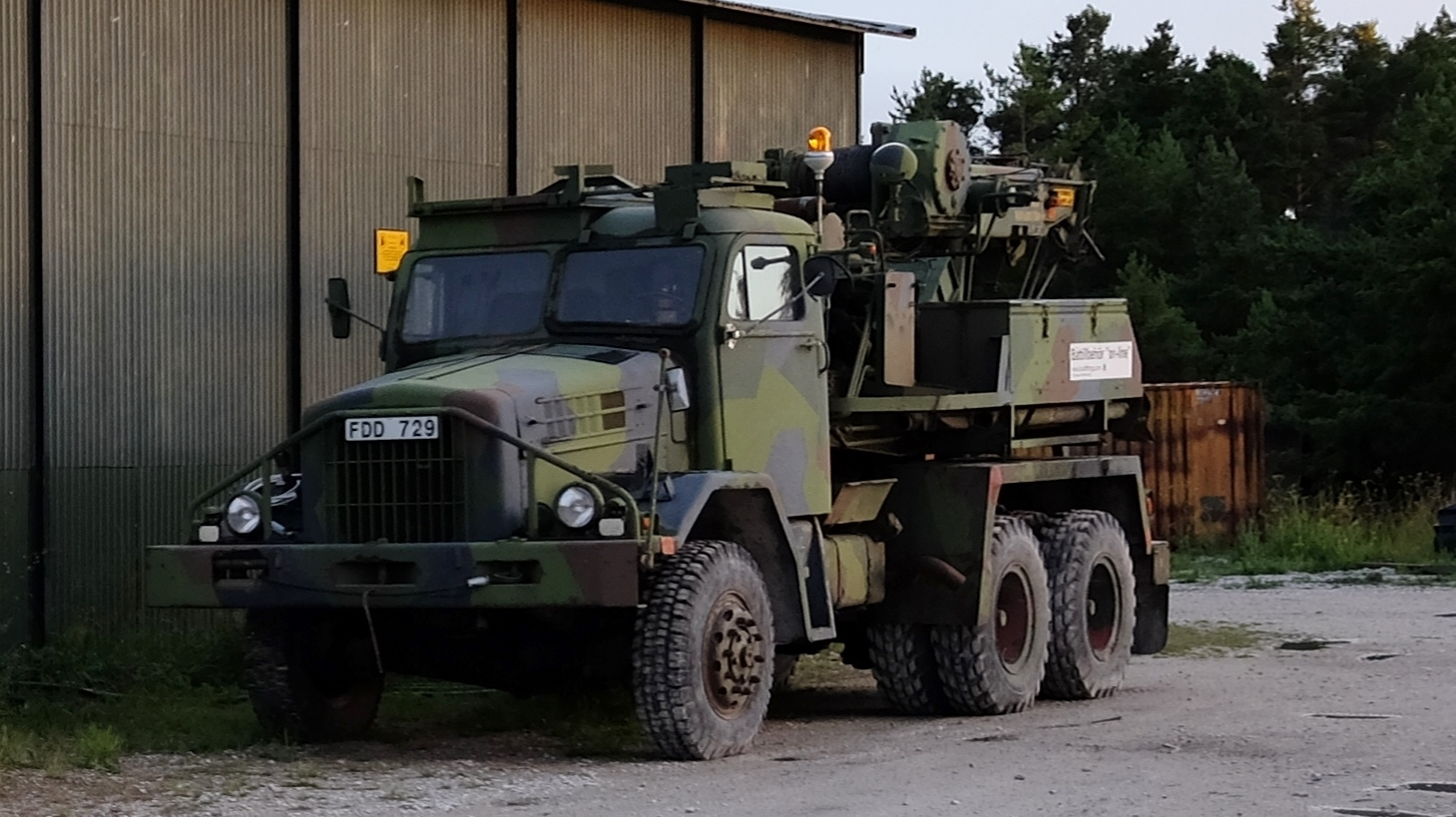
Bärgningsbil 970